# Theodor Creizenach
Theodor Creizenach (né le 17 avril 1818 à Mayence - mort le 6 décembre 1877 à Francfort-sur-le-Main) est un professeur, un poète et un historien de la littérature allemand.

## Biographie
Creizenach est le fils du prédicateur et mathématicien juif Michael Creizenach (de) (1789–1842) et de sa femme Marianne Haas (1788–1844). En 1825, son père est nommé professeur à la Philanthropin de Francfort que fréquente alors Theodor. En 1829, il est inscrit au lycée Lessing de Francfort, où il obtient son examen en 1835. Après des études de philologie à l'Université de Giessen, à l'Université de Göttingen et d'Heidelberg, il trouve un emploi de précepteur en 1842 auprès de Anselm Salomon von Rothschilds. Ce dernier dirige la filiale de la maison Rothschild à Vienne mais vit la plupart du temps avec sa famille à Francfort et entreprend de nombreux voyages à Londres et Paris où Creizenach peut les accompagner. De 1839 à 1853, Creizenach est professeur à la Philanthropin. 
En 1842, Creizenach appartient aux membres radicaux de la réforme juive et cofonde le comité de réforme juif de Francfort. Dans les années qui suivent, il s'éloigne de plus en plus de ses racines juives. Il se met à douter des préceptes et des rituels religieux, n'attend plus la venue du Messie et le retour des Juifs en Terre Sainte. Il se considère comme un juif allemand. Au début de l'année 1854, il abandonne son poste à la Philanthropin et entreprend un voyage en Italie au terme duquel il se fait baptiser. Il entre alors dans l'Église évangélique. Jusqu'en 1858, il exerce principalement la fonction de précepteur et d'homme de lettres. En 1861, il entre au lycée Lessing de Francfort où il enseigne l'histoire à Bernhard von Bülow après avoir pris la succession de Georg Ludwig Kriegk (de) en 1863.
Creizenach est considéré comme chercheur reconnu en ce qui concerne Dante et Goethe. Il rédige de nombreuses œuvres littéraires dont deux volumes de poésie, des essais et des pièces de théâtre. À partir de 1870, il remanie avec Oskar Jäger (de) et Theodor Bernhardt la Weltgeschichte de Friedrich Christoph Schlosser et la poursuit. En 1877, il publie l'échange épistolaire entre Goethe et Marianne von Willemer. L'inscription Dem Wahren, Schönen, Guten au fronton de l'Opéra de Francfort passe pour être de lui. 
Creizenach était l'époux de Louise Flersheim, la fille du banquier Moritz Flersheim. Son fils est l'historien de la littérature Wilhelm Creizenach (de) (1851–1919).